# Landkreis Rastatt
Landkreis Rastatt är ett distrikt i västra delen av det tyska förbundslandet Baden-Württemberg.

## Infrastruktur
Genom distriktet passerar motorvägen A5.
1. 1 2  härlett från: Statistisches Landesamt Baden-Württemberg.[källa från Wikidata]